# Јевгениј Пљушченко
Јевгениј Викторович Пљушченко (рус. Евге́ний Ви́кторович Плю́щенко; 3. новембар 1982. Солнечниј у Хабаровском крају) је један од најбољих руских клизача. 
Тренира га Алексеј Мишин. Пљушченко је почео да клиза 1986. у својој четвртој години. Брзо је напредовао и већ са 15 година појавио се на светском првенству на коме је освојио бронзану медаљу. Његов највећи ривал на леду је Алексеј Јагудин. Неколико је пута био првак Русије, а пет пута је био европски првак. Освојио је три светска злата и једно сребро, те два олимпијска злата и два сребра.
Пљушченко је познат по својим комбинацијама скокова 4,2,3 и 4,3,3 а посебно по „Билмановој спирали“ коју ретко који мушки клизач може да изведе.
На Зимским олимпијским играма у Сочију 2014. Пљушченко је освојио златну медаљу у екипној конкуренцији и поред Јулије Липницкаје био најзаслужнији за победу руског тима.
Такође, учествовао је у победничком наступу Русије са певачем Димом Биланом на Песми Евровизије 2008. у Београду.
Плушенка популарно зову краљ леда.